# Native Girls Code
Native Girls Code (NGC) es un programa que, desde 2015, se centra en proporcionar habilidades de programación informática y tecnología, con base en el conocimiento indígena tradicional, para adolescentes nativas americanas de 12 a 18 años, a través de talleres, entrenamientos, enseñanza y modelos a seguir, que tiene su sede en Seattle.
Fue creado por la organización sin fines de lucro Na'ah Illahee Fund (Madre Tierra, en chinuk), en asociación con el Digital Youth Lab de la Escuela de Información de la Universidad de Washington y el Washington NASA Space Consortium, como una forma de apoyar y perpetuar el conocimiento tradicional, desarrollar el liderazgo de las mujeres y fomentar una mayor participación de las estudiantes nativas americanas en los campos STEM.
El programa está diseñado específicamente para brindar a las adolescentes nativas de tribus indígenas de todo Estados Unidos, un espacio donde desarrollar una base sólida en la cultura y la ciencia nativa, así como desarrollar las habilidades necesarias para usar tecnologías modernas, que ha dado como resultado la creación de sitios web, juegos en línea y mundos virtuales. Las participantes se reúnen los sábados, dos veces al mes, de septiembre a mayo. Para el acceso, no se exigen conocimientos ni experiencia previa en programación.
Se espera que el programa Native Girls Code enriquezca tanto a las niñas como a sus comunidades.
Cuenta también con voluntarios de iSchool para acoger a las participantes, ayudándolas a desarrollar proyectos a largo plazo y enseñándoles algunos de los fundamentos de la programación.

## Premios y subvenciones
En 2016, NGC recibió una subvención a través del Fondo de Contrapartida Tecnológica de la ciudad de Seattle, destinada a aumentar la equidad digital entre los ciudadanos subrepresentados de Seattle.Google ha sido uno de los principales financiadores del programa y Facebook ha donado ordenadores portátiles y equipos de filmación para desarrollar la labor.